# King Kong la octava maravilla
King Kong "la octava maravilla" fue el nombre con el que se conoció al espectáculo cuyo principal protagonista era el robot animatrónico de King Kong, creado por el especialista en efectos especiales, Carlo Rambaldi para la película homónima de 1976, con el que se realizó una gira por Sudamérica y que tendría mayor preponderancia en Argentina.

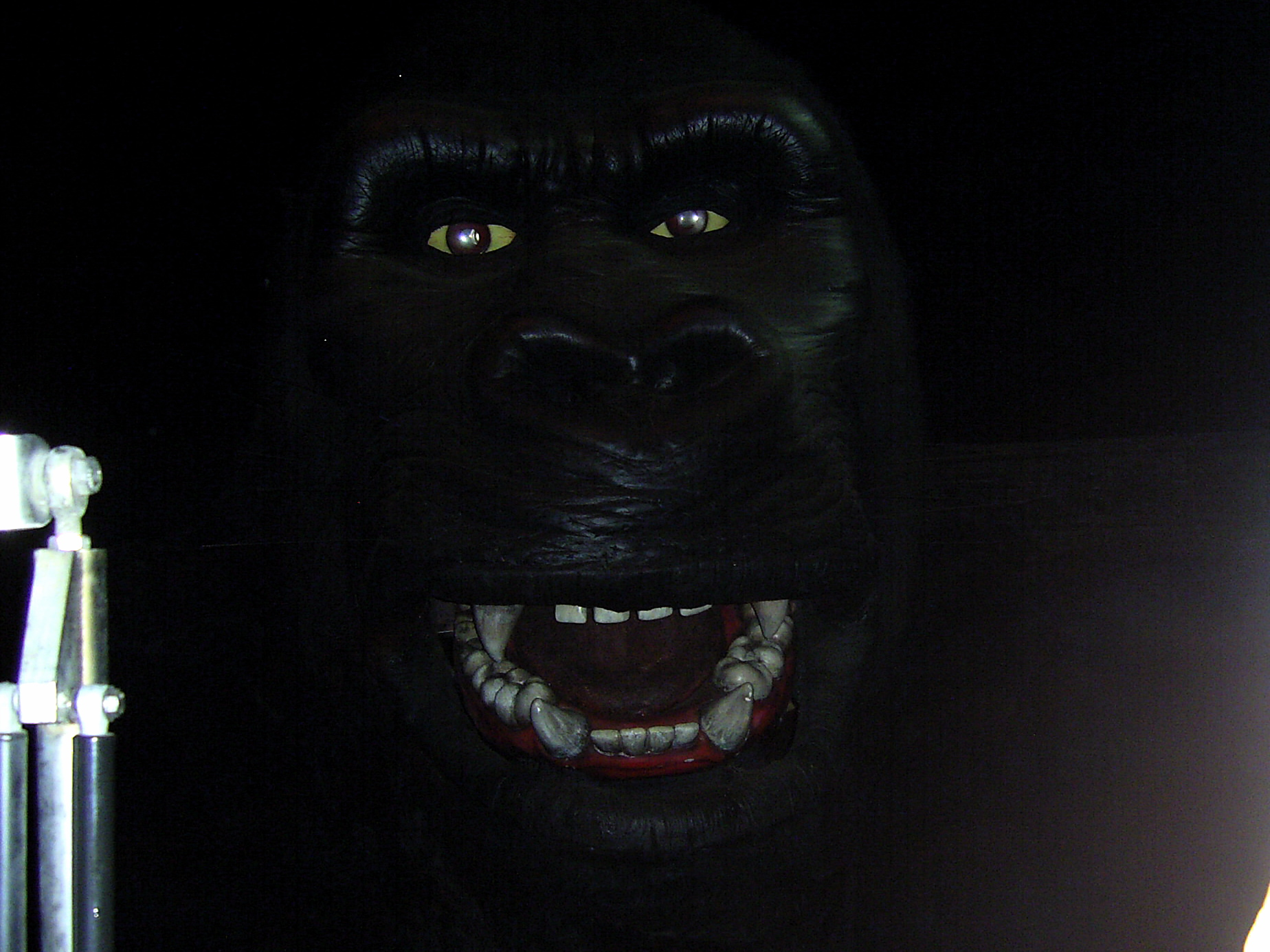
King Kong antigua atracción en Universal Studios "Kongfrontation"

## King Kong 1976
A mediados de los 70 el productor y director Dino De Laurentis se embarcó en el proyecto de la creación de un remake de la película King Kong de 1933. Para ello contó con la colaboración del diseñador de efectos especiales Carlo Rambaldi, quien participaría próximamente en películas como "ET", "Encuentros Cercanos del Tercer Tipo" y "Aien" entre otras. Rambaldi sería el responsable de dar vida a King Kong para esta nueva película. Pero la idea de De Laurentis al parecer, no era la de crear un personaje generado cuadro por cuadro como en el film original. Rambaldi junto a otro colega del equipo, Rick Baker pensaban en utilizar la técnica "man on a suit" basándose en éxitos anteriores como el de "El planeta de los simios". Sin embargo de Laurentis buscaba algo más espectacular, deseaba un Kong animatrónico gigante, que pudiese interactuar con los actores del film.

## El robot animatrónico
Rambaldi diseñó un robot animatrónico que superaba los 12 metros de altura y pesaba seis toneladas, con un esqueleto de aluminio que era controlado por un grupo de 20 operarios. También se emplearon más de media tonelada de colas de caballos argentinos para crear el pelaje; un kilómetro de cables y otros tres de mangueras hidráulicas para ponerlo en funcionamiento. Su costo total rondaba entre los 1,7 y 3 millones de dólares 
La información oficial sobre el film era confusa y escueta. Carlo Rambaldi daba a entender frente a los medios, que la criatura de su creación estaba presente en casi todo el film. 
El robot resultó finalmente ser enorme, aunque poco útil debido a su complejidad operacional, motivo por el cual se llevó a cabo la idea original de Rambaldi y la actuación de Rick Baker dentro de un traje de simio fue el recurso más utilizado en toda la película.
No obstante el animatronic fue asimismo usado para algunas escenas de primeros planos y una memorable escena final de cuerpo completo con un Kong coronado como rey de la jungla en la Gran Manzana y al cual los flashes de las cámaras hacían enfurecer. Es en esta última escena donde la creación de Rambaldi aparece en todo su esplendor.

## El show y la gira por Argentina
En el año 1978, un año después del estreno de la película a nivel mundial, se anunciaron en los medios de difusión que "King Kong iría a la Argentina y estaría en el predio de la Sociedad Rural".  
Luego de haberse desmantelado y empacado el animatronic en los estudios Universales de Los Ángeles, éste llegaría a Argentina vía Uruguay a través de la empresa marítima ELMA.
El arribo del animatronic fue transmitido en vivo por el canal oficial local ATC y su traslado a la Sociedad Rural demandó el corte de algunas calles produciendo un caos de tránsito. 
El show fue montado en una gran carpa del predio y se mantuvo en cartel durante cuatro meses. 
"King Kong la octava maravilla" prometía al menos en los folletos, un gran espectáculo de luz, magia y titanescas luchas con king Kong como protagonista.
Sin embargo el show consistía básicamente en un evento con algunos números circenses, entre ellos un payaso que servían de antesala del principal espectáculo. Un locutor con micrófono en mano iba relatando ciertos episodios relacionados con King Kong haciendo referencia a su mal carácter. Hasta ahí King Kong no aparecía pero podía comenzar a vislumbrarse su silueta detrás de un gran telón del escenario. Cuando la ansiedad del público iba creciendo,  se escuchaba un rugido del simio y tras despejar el telón aparecía la imponente figura de un King Kong encadenado en todo su esplendor.
Allí podían verse a King Kong moviendo los brazos y manos, sonriendo, rugiendo. Se invitaba a los niños a formar colas y a realizarle al gigantesco simio algunas preguntas las cuales respondía en base de rugidos.
Finalmente un payaso hacía enfadar a Kong hablándole del capitán Drake y tras romper el simio las cadenas, la gente era advertida por el locutor a "abandonar el lugar y correr por sus vidas" lo que daba al espectáculo por finalizado.[cita requerida]
Llegado el verano, la idea de los empresarios que habían llevado la creación de Rambaldi a la Argentina, era la de hacer una temporada veraniega en el destino turístico más concurrido de aquel entonces: la ciudad de Mar del Plata. El evento se desarrollaría en el estadio de boxeo Bristol.
Por dificultades técnicas el show debió demorarse un mes. El estadio Bristol debió ser modificado con excavaciones y muros de contención que permitieran ganar altura como para poder albergar a un King Kong erguido, por lo cual se terminó convirtiendo en una especie de anfiteatro. Estas modificaciones hicieron que se perdiera casi todo el mes de enero, precisamente el mes más concurrido de turistas a esa ciudad. Ahí también se complementó el show con números circenses y musicales que hacían que este durara más de media hora y con el doble del costo de admisión que en la ciudad de Buenos Aires. 
El debut del show fue el primero de febrero y el turismo no acudió de la manera en que los productores esperaban. Muchos turistas ya habían visto el show en Buenos Aires y no estuvieron dispuestos a volver a pagar por el mismo. La merma de público continuó durante todo el mes de febrero y la temporada terminó. "King Kong la octava maravilla" fue uno de los más grandes fracasos del espectáculo en la ciudad de Mar del Plata. Las demandas y las pérdidas de dinero comenzaron a pesar sobre los responsables del espectáculo.  La gira debía continuar por Brasil. Los encargados de montar la carpa en el estadio Bristol la desmantelaron y el animatronic quedó primeramente al intemperie hasta que lo taparon con una lona. El clima comenzó a deteriorar tanto la maquinaria del animatronic como la consola de movimientos que lo operaba.  La Sociedad de Derechos de Autor para la música argentina, SADAIC embargó al animatronic por una deuda con intereses por derechos de autor no abonados. 
Los empresarios brsileros también iniciaron sus demandas, mientras que los licenciatarios de Estados Unidos hacían responsables a los empresarios argentinos. 
Dichos licenciatarios eran los dueños de los dos únicos modelos de King Kong que permanecieron intactos en los Estudios Universales de Orlando, hasta que un incendio azotó esas instalaciones. Debido a que no se estaba pagando la renta del estadio Bristol por mantener al robot animatrónico en ese lugar, los encargados del estadio debieron de trasladar al equipo con grúa a un lugar donde no molestase y este terminó arrojado en un descampado cercano a la cárcel de Batán y a una villa miseria. Allí entre escombros, las ratas, el clima y los lugareños fueron desmantelando parte de sus componentes.  Sin embargo, y pese a que en diversos artículos, libros, informes periodísticos y en los rumores locales se piensa que el robot animatrónico de King Kong terminó deteriorado  y desmantelado en Mar del Plata, existen artículos profusamente documentados que indicarían lo contrario. En 1985 se  en la República de los Niños se ofrecía un evento que contaba con la presencia de un King Kong animatrónico gigantes, aunque no se sabe si se trataba del mismo que viniera desde Los Ángeles o de otro modelo; también se sugiere que finalmente el robot fue trasladado a Brasil y posteriormente de regreso a USA.